# آنه برگه
آنه برگه (انگلیسی: Anne Berge؛ زادهٔ ۳۱ ژانویهٔ ۱۹۶۶) ورزشکار اسکی آلپاین اهل نروژ است.